# Федорченко, Софья Захаровна
Со́фья Заха́ровна Федо́рченко (урожд. Гониондзская, 1880—1959) — русская писательница, одна из родоначальниц документальной прозы в России.

## Биография

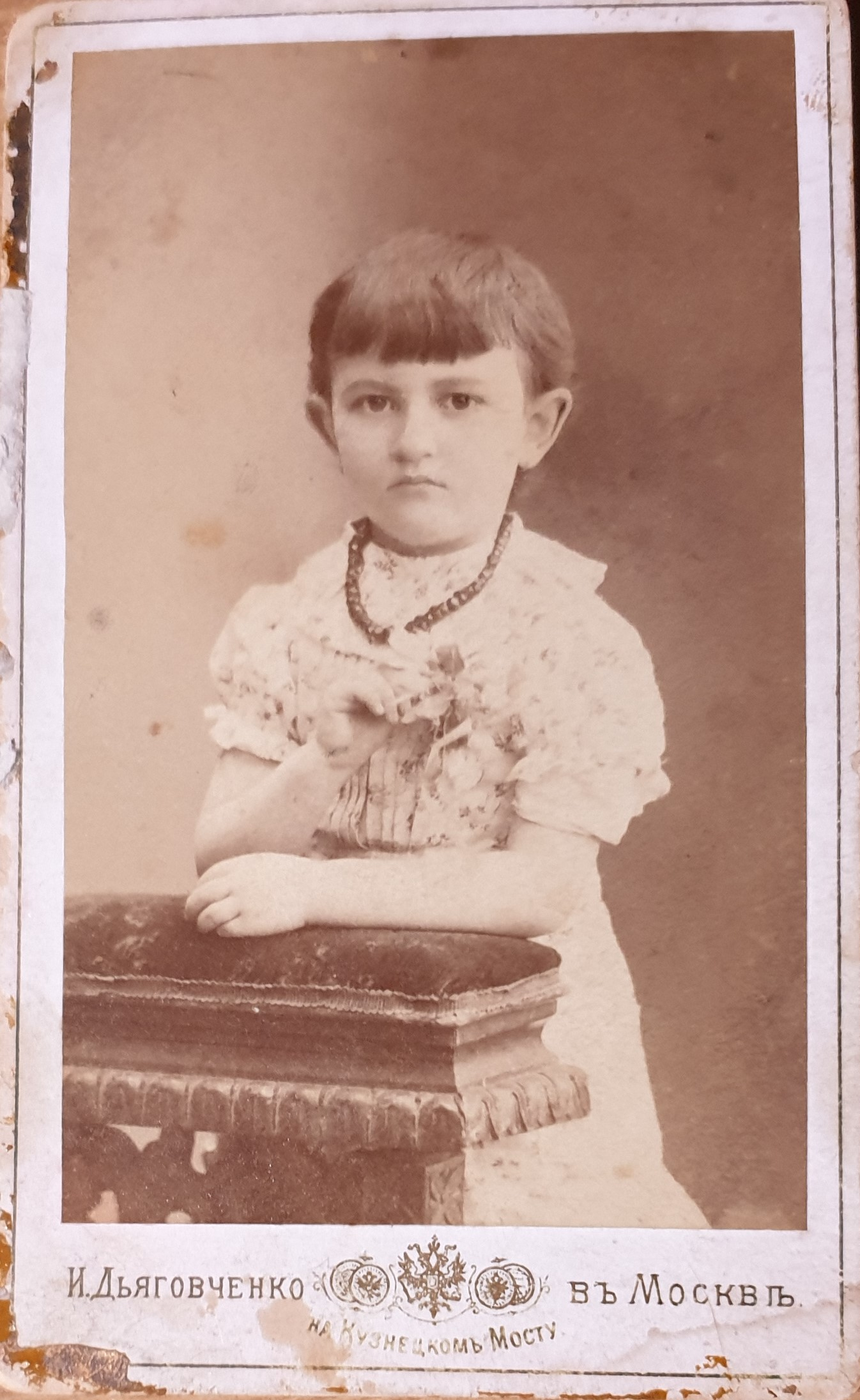
Софья Гониондзская в детстве

Родилась в семье инженера, матерью девочки была французская цыганка, актриса. Детство провела в глухой деревне во Владимирской губернии, в крестьянской семье, затем — в семье отчима (а на деле отца Захара Гониондзского) в Париже, много путешествовала по России. Окончила гимназию, училась в Киевском университете на юридическом факультете, но высшего образования не закончила.
Согласно данным Государственного исторического архива Украины из метрических книг киевской церкви Святого Георгия, 11 октября 1902 года венчались первым браком студент университета Святого Владимира, дворянин Алексей Семёнович Федорченко, 20 лет, и дочь инженера-технолога, коллежского асессора Софья Захаровна Гониондзская, 22 лет. Поручителями состояли два брата Софьи — Вениамин и Михаил, а также брат Алексея — Дмитрий.
В годы Первой мировой войны Федорченко стала сестрой милосердия на фронте около Петрограда. Пробыв на войне год и 8 месяцев, она заболела и вернулась в тыл — в Киев, Москву, поразившие её тем, что люди там «жили очень пышно и счастливо. Это выглядело гнусно, особенно рядом с войной».
Софья решила написать, какой война видится простым солдатам и сделать героем «народ, простой народ, да ещё и целиком». Свои воспоминания она разослала в некоторые редакции, и они увидели свет в журналах «Северные записки» и «Народоправство» под заголовками «Что я слышала» и «Солдатские беседы».
Летом 1917 года в Киеве была издана книга Федорченко «Народ на войне» (с подзаголовком «Фронтовые записи») в форме коротких рассказов и размышлений русских солдат о войне и мире, которая привлекала внимание богатством и яркостью собранного в ней своеобразного солдатского фольклора, сочным бытовым колоритом.
«Материалы для этой книги собраны мною на фронте… В большинстве это беседы солдат между собой… я записала некоторые песни про войну, сказки, заговоры, предания», — утверждала автор. Книга стала бестселлером и получила множество положительных рецензий и переизданий. Современники использовали «Народ на войне» как документальный материал в своих сочинениях — так, заимствования из Федорченко можно обнаружить в трилогии Алексея Толстого «Хождение по мукам».
В 1918 году Федорченко вернулась к работе сестрой милосердия, работала на Украине, в Крыму и на Северном Кавказе до 1922 года.
В 1919 г. книга Федорченко была опубликована на английском языке под названием «Ivan speaks», в 1923 г. — на немецком, в 1930 г. — на французском.
В 1925 году появилась вторая часть книги, отражавшая период «керенщины». Эта книга также имела успех.
Третья часть книги — «Гражданская война» — была известна только в отрывках по журнальным публикациям 1927 года и лишь в 1983 году была напечатана в полном виде в 93-м томе «Литературного наследства».
«Фронтовые записи» высоко оценил М. Волошин, к которому в Коктебель Федорченко приезжала в 1920-е годы. Как врач её, страдающую от неврастении, консультировал М. А. Булгаков, также гостивший у Волошина в это время. Федорченко получила неожиданную поддержку от Сергея Эйзенштейна, сравнившего «Народ на войне» с «Улиссом» Джойса, оценившего «кинематографизм» романа. Книгой Федорченко восхищались Максим Горький и Александр Блок.
С 1924 года Федорченко работала в области детской литературы, главным образом дошкольной. Ею написано несколько десятков детских книг, по преимуществу из мира животных. Сочинила много прибауток, загадок, «потешек». Ей принадлежит несколько сценариев кукольных спектаклей.
В 1928 году журнал «Огонёк» заказал Федорченко очерк «Как я писала „Народ на войне“», в котором она призналась: «Моя авторская судьба не очень обычна. На войну я ушла с первого её дня и ушла, меньше всего с литературными целями. Работала я, всё смотрела, слушала. Память моя особая оказалась, впечатления были неизгладимы. Но это мне стало ясно только потом. Когда моя первая книга была готова, я решила, чтобы её приняли, как документ. Может быть я просто струсила, но я решила отдать книгу, как стенографические записи, хотя я на войне солдатские разговоры не записывала. Книгу хвалили, но потом с ней стали обращаться, как с сырым материалом, каждый брал себе на потребу, что мог, уверяя, что слышал это сам».
Таким образом выяснилось, что первые две части книги написаны не по дневникам, а по её воспоминаниям и, таким образом, представляют собой не документ, а творческое изложение услышанного. После этого писательницу обвинили в мистификаторстве, в подделке народных высказываний. Однако она объясняла: «Записывала я какие-то — часто отрывочные слова, скорее напоминая себе свои впечатления от виденного и слышанного, чем подлинные слова, но смысл, правду того, что слышала, я хранила строго».
Признание писательницы возмутило писательский и журналистский бомонд, который оказался не способным отличить подлинный фольклор от его творческой, хотя и талантливой имитации. Последовало разгромное выступление Демьяна Бедного в «Известиях» 19 февраля 1928 года: «Мистификаторы и фальсификаторы — не литераторы. О Софье Федорченко»: «Оказывается, ничего не было! Никакого народа! Всё Софья Федорченко из своего пальчика высосала! Федорченко никаких записей не делала. Поклёп на народ! Жульничество! Жестоко обмануты те, кто этим записям „услышанного“ (в кавычках) доверился». Демьян Бедный проклинал Федорченко из мстительного чувства за её ироническое отношение к его творчеству, которого она не скрывала. Широко были известны её басни, в которых она называла произведения про Демьяна Бедного не иначе как «семь томов дерьма». Известный литературовед Николай Трифонов предположил, что Бедный планировал переработать песни и частушки из «Народа на войне» в собственное сочинение, а признание Федорченко эти планы разрушило.
Писательница тяжело пережила обрушившиеся на неё нападки в печати, у неё обострился туберкулёз, пошла горлом кровь, отнялись ноги. Утешения Федорченко высказал Корней Чуковский: «Был в Англии великий поэт Томас Чаттертон. Он выдумал монаха Роли, который будто бы сочинил балладу, найденную им в церковном архиве. Все очень хвалили его. Когда же оказалось, что баллада — гениальное сочинение самого Чаттертона, что он не списыватель, а великий поэт, его стали называть фальшивомонетчиком, жуликом. Он не выдержал и отравился. Теперь в Англии его восхваляют, приравнивая к Шекспиру. Потому, что на весах литературы один писатель стоит тысячи списывателей».
Софью Захаровну поддержали многие литераторы, в том числе Самуил Маршак: «Дорогая Софья Захаровна, я изнурён бессонницей и болезнью, но всё же хочу написать Вам несколько слов, чтобы выразить сочувствие Вам и негодование Вашим хулителям. Вас обвиняют в том, что Вы поэт, а не стенограф. Чушь какая!»
С начала 1930-х годов её книги для детей не печатали, хотя она занималась общественной работой; была организатором и первым председателем Сектора детской литературы Союза писателей СССР.
Муж Софьи Захаровны Н. П. Ракицкий посадил для неё в Тарусе «райский сад» с диковинными деревьями.
Но несмотря на длительную тяжёлую болезнь, часто приковывавшую её к постели, она продолжала писать до конца своей жизни, написала исторический роман-трилогию из времен пугачевщины «Павел Семигоров» (первоначальное заглавие — «Конец столетия»), народный исторический роман «Илья Муромец и миллион богатырей», ряд сказок, пьес, стихов для детей. Последние годы жила в Тарусе.
Похоронена в колумбарии Новодевичьего кладбища в Москве.

## Народ на войне
Первая часть книги носила калейдоскопический характер, и в последующих изданиях Федорченко структурировала текст, разбив его на тематические разделы:
- I. Как шли на войну, что думали о причинах войны и об учении;
- II. Что на войне приключилось;
- III. Каково начальство было;
- IV. Какие были товарищи;
- V. Как переносили болезни и раны;
- VI. Как о «врагах» говорили;
- VII. Что о доме вспоминали;
- VIII. Что о войне думали[5].

Критики-современники главными достоинствами книги считали её достоверность, правдивость, жизненность и искренность, видели в ней проявление истинного народного духа в сочетании с серьёзной художественной ценностью.
Литературовед Ольга Богданова отмечает, что в книге Федорченко отсутствует авторский дискурс. Она состоит из высказываний людей, которым автор не даёт никакой характеристики.

## Семья
Первый брак с Алесеем Семёновичем Федорченко расстроился с войной. В 1919 году у Алексея уже родилась дочь. Федорченко считал жену погибшей. Софья, когда в Киев вошёл Петлюра, уехала в Крым, где встретила Николая Ракицкого и вышла за него. Однако всю жизнь прожила под фамилией первого мужа, встретившись с ним только в 1934 году.
Муж — учёный-агроном Николай Петрович Ракицкий, знал семь языков, диплом агронома получил в Баварии, историю искусств изучал в Италии. Почётный гражданин Тарусы, которой подарил коллекцию произведений искусства, с которых началась городская картинная галерея. Она включала в себя двести предметов, среди которых русская и западноевропейская живопись, фарфор, фаянс, стекло, фрагменты старинного кружева. Картины Брюллова, Айвазовского, Кустодиева, Врубеля, Остроумовой-Лебедевой. А также портрет Софьи Федорченко, написанный в Париже.

## Память
В 2013 году роман «Народ на войне» вышел в полной версии. Предваряя издание, славист Александр Панченко написал: это «примечательная часть конструкций, при помощи которых образованные элиты в России XIX—XX веков пытались вообразить и репрезентировать „безмолвствующее большинство“ — неуловимый, пугающий и притязательный „русский народ“, своего рода „смутный объект желания“ интеллигентов и самовластных правителей».
«Она — совершенно забытый писатель, автор известного произведения, переведённого на немецкий язык, на французский язык, хотя её произведение — это сугубо русская история. Федорченко ушла на фронт никому не известной сестрой милосердия, а вернулась автором нашумевшей, не имевшей аналогов, жестокой летописи войны». Наталия Спиридонова, автор фильма о писательнице.
Фильм о Софье Федорченко в 2021 году удостоен главного приза на конкурсе неигровых картин XV Международного кинофестиваля «Русское зарубежье».

## Адреса
1922—1938 — Москва, Пречистенка (Кропоткинская), 11 — подвал музея Льва Толстого.
1938 — Москва, Лаврушинский пер., 17, кв. 58.
С конца 1920-х годов — Таруса, ул. Шмидта, 38.

## Избранная библиография
- «Народ на войне» М., 1990 (в з-х книгах)
- роман «Конец столетия» (1-й том)
- поэма «Илья Муромец и миллион богатырей».
- «Детство Семигорова» — «Красная новь», 1942, № 5—6, 7, 8; отд. изд.: «Сов. писатель», 1956;
- «Отрочество Семигорова», 1957; «Юность Семигорова», 1960;
- «Павел Семигоров. Трилогия», кн. 1—2 и кн. 3. М., «Сов. писатель», 1963.